# ハロー、ニューヨーク!
『ハロー、ニューヨーク！』（英語: Hello, New York!）は、東京ディズニーシーのドックサイドステージで開催されていたステージショー。

## 概要
2018年7月10日より公演が開始された。前日の7月9日にはマスコミ向けのプレスプレビューが行われている。
『東京ディズニーリゾート35周年“Happiest Celebration!”』期間中となる2019年3月25日までは、35周年のテーマソング『Brand New Day』がフィナーレで流れていた。
2019年11月8日から12月25日の48日間はクリスマス限定バージョンとして公演され、抽選が導入された。
2020年2月29日から同年6月30日まで新型コロナウイルス感染症の影響により、東京ディズニーシーが休業。同年7月1日から東京ディズニーシーは営業を再開したが、 「ハロー、ニューヨーク!」は休演のままだった。同年10月7日、東京ディズニーリゾート公式Webサイトにて「2020年2月28日の公演をもって終了」と発表された。

## あらすじ
ニューヨークに訪れたミッキーと仲間たちが各々がこの街でしたいことを話し始める。すると、ニューヨーカーに扮したダンサーがニューヨークの魅力や楽しみ方をストリートパフォーマンスやダンスで紹介する。

## 公演情報
公演場所
ドックサイドステージ
公演時間
約25分
公演回数
1日3〜5回
公演期間
2018年7月10日〜2020年2月28日（2019年8月1日～11月7日まで休止）

## 出演キャラクター
- ミッキーマウス
- ミニーマウス
- ドナルドダック
- デイジーダック
- グーフィー
- プルート
- チップとデール